# Gangsta's Paradise (singolo)
Gangsta's Paradise è un singolo del rapper statunitense Coolio, pubblicato l'8 agosto 1995 come primo estratto dall'album omonimo.
Il brano è considerato una delle maggiori pietre miliari della storia del rap, nonché una delle canzoni più celebri e di maggior successo del genere.

## Descrizione

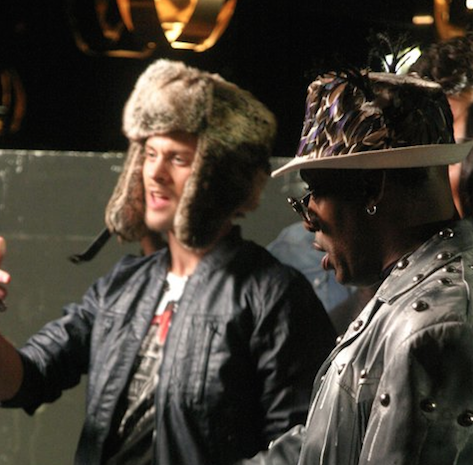
Coolio con Kylian Mash mentre canta Gangsta's Paradise nel 2014

Il singolo vede la collaborazione del rapper statunitense L.V.. Il ritornello del brano rielabora quello di Pastime Paradise di Stevie Wonder, il cui testo fu cambiato da Coolio per essere più attinente all'argomento della vita in strada, dandogli un'atmosfera più oscura.
La canzone inizia con una citazione dal salmo 23 della Bibbia: «As I walk through the valley of the shadow of death» ("Mentre cammino per la valle dell'ombra della morte"), per poi modificare le parole seguenti dicendo «I take a look at my life and realize there's nothing left» ("Do un'occhiata alla mia vita e realizzo che non è rimasto nulla"). Per contribuire all'atmosfera religiosa iniziale, in sottofondo si sentono alcuni cori gospel, via via sempre più udibili, che costituiscono il simbolo della canzone.
Coolio ha successivamente dichiarato di aver completamente improvvisato le prime strofe del brano, con il resto del testo che gli venne rapidamente in mente in una sola giornata di registrazione.
Il brano parla di come la società odierna marginalizzi nei quartieri più poveri le persone, di qualsiasi etnia, che ci vivono, costringendole a vivere in degli ambienti degradati (il "Gangsta's Paradise", ovvero il "Paradiso dei Gangster"), e di conseguenza spingendoli a vivere situazioni pericolose, inducendoli ad una vita da criminali (gangstas, appunto).
Gangsta's Paradise è una delle poche canzoni di Coolio che non contiene alcuna parolaccia, poiché Stevie Wonder, che vendette i diritti d'autore ai rapper, non gradiva che la sua canzone fosse volgarizzata. Coolio ha poi raccontato: "Avevo inserito alcune parolacce... e lui [Wonder] non era d'accordo. Perciò ho cambiato la canzone. Una volta che l'ha ascoltata, ha pensato che fosse... incredibile."
In un'intervista al TG1 dell'ottobre 2013, Coolio ha affermato: "Non sono io ad aver scritto la canzone, ma è lei che è venuta da me".

## Video musicale
Nel video della canzone, diretto da Antoine Fuqua per la Propaganda Films, figura la partecipazione di Michelle Pfeiffer, che riprende il ruolo che ha nel film Pensieri pericolosi.
Il video ha vinto l'MTV Video Music Award come "miglior video rap" nel 1996.
Il videoclip ha raggiunto il miliardo di visualizzazioni su YouTube il 12 luglio 2022.

## Accoglienza
Nel 1995 il brano fu votato come "miglior singolo dell'anno" nel concorso del The Village Voice.
Il giornalista David Browne, di Entertainment Weekly, scrisse: "Gangsta's Paradise potrebbe essere la melodia più cupa mai arrivata in cima alla classifica dei singoli pop. Con il suo coro spettrale e il testo su un ventitreenne armato che si inginocchia davanti alla valle della morte chiedendosi se vivrà fino a 24 anni, esamina l'abisso con una freddezza tipica dei giornalisti!".
La rivista Freaky Trigger la elogiò per la sua "pienezza assoluta", mentre Idolator la definì una "rapsodia rap", definendola "uno dei 50 migliori singoli pop del 1995".
Nel 2008, la canzone è stata inserita nella posizione nº 38 della lista delle "100 Greatest Songs of Hip Hop" stilata da VH1.
Nell'ottobre del 2023, la rivista Billboard ha inserito Gangsta's Paradise al 166º posto della sua lista delle "500 migliori canzoni pop di tutti i tempi".

## Nella cultura di massa
Gangsta's Paradise rappresenta la canzone e motivo principale della colonna sonora del film cult anni '90 Pensieri pericolosi del 1995, con protagonista Michelle Pfeiffer.
Successivamente, la canzone è stata inserita anche nelle colonne sonore dei film del 2011 Bad Teacher e The Green Hornet.

## Tracce
CD-Maxi
1. Gangsta's Paradise – 4:00
2. Gangsta's Paradise (Instrumental) – 3:49
3. Coolio - Fantastic Voyage (Album Version) – 4:04

CD-Singolo
1. Gangsta's Paradise – 4:00
2. Gangsta's Paradise (Instrumental) – 3:49

## Successo commerciale
La canzone è stata il singolo più venduto del 1995 negli Stati Uniti, secondo la classifica Billboard Hot 100, nonché il primo singolo rap ad arrivare al primo posto nella classifica Official Singles Chart del Regno Unito.
Il singolo raggiunse il primo posto in 20 Paesi, diventando così il singolo di maggior successo di Coolio.
Dopo la morte di Coolio, avvenuta il 28 settembre 2022 a soli 58 anni, Gangsta's Paradise ha riscosso nuovamente l'enorme successo ottenuto negli anni '90, tanto da arrivare due giorni dopo alla posizione nº 5 nella Official Singles Chart del Regno Unito.

## Classifiche

### Classifiche settimanali
| Classifica (1995-96) | Posizione massima |
| -------------------- | ----------------- |
| Australia            | 1                 |
| Austria              | 1                 |
| Belgio (Fiandre)     | 1                 |
| Belgio (Vallonia)    | 1                 |
| Canada               | 5                 |
| Danimarca            | 1                 |
| Europa               | 1                 |
| El Salvador          | 3                 |
| Finlandia            | 1                 |
| Francia              | 1                 |
| Germania             | 1                 |
| Irlanda              | 1                 |
| Islanda              | 1                 |
| Italia               | 1                 |
| Norvegia             | 1                 |
| Nuova Zelanda        | 1                 |
| Paesi Bassi          | 1                 |
| Regno Unito          | 1                 |
| Stati Uniti          | 1                 |
| Svezia               | 1                 |
| Svizzera             | 1                 |
| Classifica (2022)    | Posizione massima |
| Grecia               | 17                |
| Lituania             | 62                |
| Lussemburgo          | 22                |
| Repubblica Ceca      | 27                |
| Slovacchia           | 27                |
| Sudafrica            | 100               |

### Classifiche di fine anno
| Classifica (1995) | Posizione |
| ----------------- | --------- |
| Australia         | 1         |
| Austria           | 21        |
| Belgio (Fiandre)  | 4         |
| Belgio (Vallonia) | 6         |
| Europa            | 5         |
| Francia           | 7         |
| Germania          | 2         |
| Islanda           | 1         |
| Italia            | 1         |
| Nuova Zelanda     | 1         |
| Paesi Bassi       | 5         |
| Svezia            | 1         |
| Classifica (1996) | Posizione |
| Austria           | 6         |
| Belgio (Fiandre)  | 16        |
| Belgio (Vallonia) | 8         |
| Europa            | 3         |
| Francia           | 14        |
| Germania          | 14        |
| Paesi Bassi       | 55        |
| Svezia            | 24        |
| Svizzera          | 15        |

### Classifiche di tutti i tempi
| Classifica (1958-2021) | Posizione |
| ---------------------- | --------- |
| Stati Uniti            | 98        |

## Riconoscimenti
- Grammy Awards[75]
  - 1996 – Miglior canzone rap

## Cover
Nel 1996 il cantante statunitense "Weird Al" Yankovic ha creato una parodia del brano, dal titolo Amish Paradise.
Nel 2014 i Falling in Reverse hanno pubblicato una cover del brano in chiave post-hardcore.